# Piața Romană (stație de metrou)
Piața Romană este o stație de metrou din București, situată în piața cu același nume. În apropiere se află Academia de Studii Economice, Piața Amzei, precum și numeroase localuri și restaurante. Nu a fost inclusă în planurile inițiale ale magistralei, dar a fost construită mai târziu datorită cererii. Din cauza aceasta, stația este asimetrică, foarte îngustă (mai puțin de 1,5 m lățime), iar peronul este separat de ziduri groase pentru a menține planșeul stației în solul nisipos.